# 艾蕾諾爾·馮·哈布斯堡
艾蕾諾爾·馮·哈布斯堡（Eleonore von Habsburg，1994年2月28日—），全名是艾蕾諾爾·伊莲娜·玛丽亚·德尔·皮拉·艾欧娜·馮·哈布斯堡-洛林（德語：Eleonore Jelena Maria del Pilar Iona von Habsburg-Lothringen），是哈布斯堡家族的大家長卡爾·馮·哈布斯堡的長女，奧地利帝國末代皇帝及匈牙利王國末代國王卡爾一世的曾孫女。她是掛名的奧地利女大公（Archduchess of Austria）。

## 個人生活
她的丈夫是比利时赛车手热罗姆·丹布罗西奥，弟弟費迪南·馮·哈布斯堡也是名赛车手。
2021年10月20日，艾蕾諾爾生下了兒子奧托·丹布罗西奥，以她的祖父末代皇儲奧托·馮·哈布斯堡的名字命名。